# Microdiscus americanus
Microdiscus americanus är en svampart som först beskrevs av Pier Andrea Saccardo, och fick sitt nu gällande namn av Alessandro Trotter 1916. Microdiscus americanus ingår i släktet Microdiscus, ordningen disksvampar, klassen Leotiomycetes, divisionen sporsäcksvampar och riket svampar.   Inga underarter finns listade i Catalogue of Life.